# Theodor Petrík
Theodor Petrík (chybně uváděn jako Theodor Petrlík; 23. října 1925 Košice – 6. září 1992, Bratislava) byl slovenský vysokoškolský pedagog a československý politik, po sametové revoluci československý ministr spojů.

## Biografie
Studoval gymnázium v Košicích a Budapešti, kde maturoval roku 1944. V roce 1949 absolvoval Slovenskou vysokou školu technickou v Bratislavě a od té doby trvale působil na této škole jako pedagog na tamní elektrotechnické fakultě. V roce 1963 se stal docentem, roku 1967 kandidátem věd na ČVUT v Praze. 1. ledna 1969 byl jmenován profesorem. V období let 1964–1978 byl vedoucím katedry na elektrotechnické fakultě SVŠT v Bratislavě. Od července 1968 do června 1970 hostoval na univerzitě v Chartúmu v Súdánu a vybudoval tam obor telekomunikace.
Před rokem 1989 nebyl členem žádné politické strany. Po sametové revoluci se zapojil do politiky. 20. listopadu 1989 byl zvolen do vedení Akademického fóra na domovské fakultě i na SVŠT. 27. června 1990 byl jmenován ministrem spojů ve druhé vládě Mariána Čalfy. Portfolio si udržel do 19. dubna 1991, kdy rezignoval. Důvodem k demisi byla dlouhodobá nemoc. na kterou o rok později zemřel.